# Kingdom Hearts (videojuego)
Kingdom Hearts (キングダムハーツ Kingudamu Hātsu?) es un videojuego de rol de acción desarrollado y publicado por Squaresoft (actual Square Enix) en el 2002 para la consola Sony PlayStation 2. Kingdom Hearts es el resultado de una colaboración entre Square y The Walt Disney Company. El juego combina personajes y escenarios de los dibujos animados de Disney con los de la saga Final Fantasy, desarrollada por Square. La historia se centra en un joven llamado Sora, quien se adentra en una épica batalla en contra de la oscuridad. A él se le unen el Pato Donald y Goofy, personajes del universo de Mickey Mouse, quienes lo ayudan en su aventura.
Kingdom Hearts se alejó del los juegos de rol estándar de Square al introducir un importante elemento de acción/aventura. Además, el juego tuvo un elenco de voces "all-star" que incluía a varios de los actores de voz originales de Disney. Kingdom Hearts también fue el primer juego dirigido por el diseñador de Square, Tetsuya Nomura.
Kingdom Hearts se ha ganado muchos elogios por su inusual combinación de acción con rol, al igual que por su inesperada mezcla armoniosa de Square y Disney. El juego recibió numerosos premios de fin de año a "Mejor Videojuego" y alcanzó el estatus de "Sony Greatest Hits". Desde su lanzamiento, Kingdom Hearts ha vendido más de 5.6 millones de copias a nivel mundial.

## Jugabilidad
La jugabilidad de Kingdom Hearts es influenciada por Final Fantasy y tiene un sistema hack and slash basado en acción. El equipo principal de batalla está conformado por tres personajes: Sora, el Pato Donald y Goofy. Sora es directamente controlado por el jugador desde un ángulo en tercera persona. Todos los otros personajes del grupo son controlados por la computadora, aunque el jugador puede personalizar su comportamiento mediante el menú pausa. Donald y Goofy son personajes controlados por la computadora y que pueden ser usados en la mayoría de lugares; casi todos los mundos en el juego presentan su propio miembro de grupo, el cual puede ser escogido para reemplazar a Goofy o Donald mientras el grupo está en ese mundo. Por ejemplo, Jack Skellington puede unirse al equipo del jugador en Ciudad de Halloween, pero no puede acompañar al jugador a ningún otro lugar.
Como varios videojuegos de rol tradicionales, Kingdom Hearts presenta un sistema de puntos de experiencia que determina el desarrollo de las habilidades del personaje. Si los enemigos son derrotados, el jugador gana experiencia, lo cual lo puede llevar a subir de nivel ("level up") y así, volverse más fuerte y tener acceso a nuevas habilidades. A diferencia de otros juego su mismo tipo, Kingdom Hearts permite un cierto grado de personalización de desarrollo para el personaje mediante un pequeño tutorial, que se encuentra al inicio del juego. Este tutorial permite al jugador elegir uno de tres atributos principales ― fuerza, defensa y magia ― para Sora; uno para tenerlo en abundancia y otro para carecer de éste. Al elegir ciertas opciones, el jugador puede manipular la forma en que Sora aprenda nuevas habilidades, incrementa estadísticamente e incluso sube de nivel. A Donald, Goofy y cualquier otro miembro de equipo adicional, se les asigna áreas específicas de fuerza. Donald sobresale en magia y Goofy en defensa y ataques especiales.

### Nave Gumi
La Nave Gumi es el modo de viaje entre los diversos mundos en Kingdom Hearts. La jugabilidad es muy diferente a la del resto del juego ya que este cambia a un formato "rail shooter" al pilotar la Nave Gumi. El jugador controla la nave desde la parte posterior, con perspectiva en tercera persona mientras viaja por el espacio exterior. Al inicio del juego, hay algunas opciones disponible para personalizar la nave, pero luego de avanzar en el juego, se puede disponer de nuevas armas, armaduras y motores. Además, a lo largo del juego se pueden encontrar planos prediseñados que pueden ser usados para construir naves rápidamente.

## Universo

### Ubicación
El universo de Kingdom Hearts es una colección de diversos niveles —mundos— por los cuales el jugador avanza en el juego. Existen un total de 13 mundos y uno que solamente es mostrado en escenas cinematográficas. Estos mundos funcionan como escenarios aislados entre sí, interactuando el protagonista, Sora, cuando llega a este para cumplir su objetivo. Diez de estos mundos están basados en los de las películas de Disney, principalmente de los clásicos animados. Los otros cuatro mundos restantes: Islas del Destino, Ciudad de Paso, Bastión Hueco y el Fin del Mundo son creaciones propias de Squaresoft para la obra.
Cada mundo varía en apariencia y ubicación, dependiendo en el mundo de Disney en que está basado. Los gráficos del juego del mundo y los personajes se asemejan al estilo artístico de los ambientes y personajes de su película de Disney respectiva. Cada mundo de Disney está habitado por personajes de su respectiva película; Hércules y Filoctetes viven el Olimpo, y Aladdín, la Princesa Jasmín y Jafar habitan Agrabah. Cada mundo está desconectado de los otros y existe por separado. La mayoría de los personajes en los mundos no saben que existen otros mundos, pero algunos de los más notables sí lo saben. El jugador viaja desde un mundo a otro por medio de la Nave Gumi.
Los mundos creados específicamente para el juego tienen una apariencia similar a la de los otros mundos y presentan personajes nuevos u otros ya existentes, tomados de la saga Final Fantasy. Los nuevos mundos son: Islas del Destino (Destiny Islands), donde se inicia el juego; Ciudad de Paso (Traverse Town), la cual sirve como un punto de lanzamiento durante la mayor parte del juego; Bastión Hueco (Hollow Bastion), la cual es llamada hogar por muchos de los personajes de Final Fantasy; y Fin del Mundo (End of the World), un mundo grande y oscuro creado de los restos de varios mundos consumidos por la oscuridad. Los personajes principales viajan de un mundo a otro para sellar cada "cerradura del mundo", la cual protege a dicho mundo de los "sincorazón" y de su destrucción. También tratan de minimizar sus interacciones con los personajes de otros mundos para así poder mantener el balance de la separación. Para encajar con los habitantes de un mundo específico, Sora, Donald y Goofy cambian su apariencia física en ciertas ocasiones.

### Personajes
Debido a que Kingdom Hearts fue una colaboración entre Disney y Square, este presenta una mezcla entre personajes conocidos de Disney y Square, al igual que nuevos personajes diseñados y creados por Nomura. El personaje principal del juego es Sora, quien es elegido para portar la llave espada ("Keyblade"), un arma para luchar contra la oscuridad. En el juego también se presentar a dos de sus amigos, Kairi y Riku. En la mayor parte del juego, Sora es apoyado por el pato Donald y Goofy. Donald, el mago de la corte, y Goofy, el capitán de la guardia real, fueron enviados desde el castillo de Disney para encontrar la llave espada. Los tres unen fuerzas para buscar al rey Mickey Mouse, Kairi y Riku. El principal villano es Ansem, quien busca encontrar poder y sabiduría usando a las criaturas de la oscuridad llamadas "sincorazón". Los sincorazón, corazones corrompidos por la oscuridad, conforman la mayoría de enemigos encontrados en el juego y tienen diferentes formas y tamaños.
Debido a que Kingdom Hearts es un juego para explorar los universos ficticios de las películas de Disney, hay más de 100 personajes de Disney. Mientras algunos son personajes principales en la trama, otros aparecen en cameos, como los cachorros de 101 Dálmatas. La mayoría de mundos también presentan un villano de Disney que debe ser derrotado. El jugador puede invocar varios personajes de Disney para pelear junto a Sora, haciendo que Donald y Goofy se retiren del campo de batalla durante la invocación.
Square también incorporó varios de los personajes más conocidos de la saga Final Fantasy al juego, aunque fueron ligeramente modificados como una novedad y para encajar en la trama del juego. En las Islas del Destino, el jugador conoce versiones más jóvenes de Tidus, Wakka (ambos de Final Fantasy X) y Selphie (de Final Fantasy VIII). En Ciudad de Paso, el jugador encuentra a Squall Leonhart (conocido en el juego como "Leon") de Final Fantasy VIII y a Aerith, Cid Highwind y Yuffie de Final Fantasy VII. Se había previsto que Rikku de Final Fantasy X e Irvine Kinneas de Final Fantasy VIII hagan apariciones cameo, pero fueron reemplazados por Yuffie y Wakka respectivamente. Cloud Strife y Sephiroth (ambos de Final Fantasy VII) aparecen en el coliseo del Olimpo, en donde el jugador puede pelear contra ellos en torneos.
El juego también usa otros elementos de Final Fantasy. Los moguris aparecen para dar descripciones acerca de los objetos. Diversas armas, como "Lionheart" y "Salve a la reina", tienen el mismo nombre de otras armas de juegos anteriores de la saga Final Fantasy. El sistema de nomenclatura mágica en Kingdom Hearts es idéntico al de Final Fantasy, como por ejemplo Piro/Piro+/Piro++, o Fire/Fira/Firaga en inglés. Los nombres de varios hechizos son también nombres de bloques Gumi, y varias armas, conjuros, jefes y monstruos tiene los nombres de los planos de la nave Gumi.

### Argumento
Sora es un joven de 14 años que habita en las Islas del Destino, un mundo aislado de entre todos los existentes, donde pasa los días jugando con sus dos mejores amigos: Riku y Kairi. Aburridos de la monotonía, deciden construir una balsa para explorar otros mundos, sin embargo, la noche antes de partir, unas extrañas criaturas oscuras atacan las islas. Desesperado, Sora acude a rescatar a sus amigos, encontrándose a Riku siendo engullido por la oscuridad y a Kairi desvaneciéndose en sus brazos. Mientras observaba a su amigo desaparecer, Sora obtiene una extraña arma con forma de llave capaz de abatir a estos seres oscuros. Tras acabar con una gigantesca criatura, Sora es absorbido fuera de las islas y llega a Ciudad de Paso, un mundo al que van a parar todas aquellas personas que han perdido sus mundos a causa de la oscuridad.
En Ciudad de Paso, Sora conoce a tres personajes de Final Fantasy, León, Yuffie y Aeris, quienes le revelan lo que ha sucedido. Las criaturas que atacaron su isla reciben el nombre de «sincorazón», tratándose de los seres que surgen de la oscuridad cuando alguien pierde su corazón. A su vez, descubre que el arma que porta recibe el nombre de «Llave Espada», la cual puede acabar con los sincorazón y, lo más importante, liberar el corazón cautivo que dejan atrás. Asimismo, conocerá a quienes serán sus inseparables compañeros a lo largo de la aventura: Donald y Goofy, los cuales tienen su propia misión: encontrar al Rey Mickey, quien ha desaparecido para luchar también con los sincorazón.
Sora, Donald y Goofy acuden a través de los diversos mundos que componen el universo del juego con el objetivo de sellarlos con la Llave Espada de Sora en orden de evitar que sean consumidos por la oscuridad. Se revela también que los sincorazón están dirigidos por una banda de villanos Disney liderados por Maléfica, cuyo objetivo es conquistar los mundos empleando a las conocidas como «Princesas del corazón», siete jóvenes de corazón puro que juntas pueden revelar la cerradura final que permita acceder a todos los mundos.
Durante su viaje, Sora consigue reencontrarse con Riku, quien se halla buscando a Kairi. Riku queda decepcionado con Sora al observar que ha hecho nuevos amigos e interpretar que ha dejado de preocuparse por él y por Kairi. Las dudas de Riku son aprovechadas por Maléfica, quien lo insta a unirse a su grupo para así poder encontrar a Kairi. Conforme avanza la aventura, Riku desciende cada vez más en la oscuridad siendo manipulado por Maléfica. Consigue localizar a Kairi, sin embargo, esta ha perdido el corazón y se encuentra totalmente inerte. Riku transporta a Kairi hasta Bastión Hueco, la fortaleza de Maléfica y de los villanos Disney, la cual es asaltada por Sora, Donald y Goofy. Nada más llegar, Riku revela que él también es capaz de controlar a la Llave Espada, arrebatándosela a un Sora que es abandonado también por Donald y Goofy, pues estos recibieron instrucciones del Rey Mickey de seguir al portador de la llave. Sin su arma, Sora consigue llegar hasta Riku, el cual demuestra poseer un gran poder gracias a la oscuridad. Sora afirma que lo derrotará sin el poder de la llave, declarando que el origen de su poder son sus amigos después de que Donald y Goofy regresaran a su lado; en ese momento, la Llave Espada retorna a Sora, quien derrota a un desconcertado Riku.
Maléfica y Riku, que ahora demuestra controlar una Llave Espada oscura y que ha sido poseído por un misterioso encapuchado, se preparan para enfrentarse a Sora, Donald y Goofy después de reunir a las Princesas del corazón. Maléfica cae ante los héroes y después Sora finalmente logra encontrar a Kairi, la cual sigue inconsciente. Riku afirma que ha perdido su corazón y que por ello no puede despertar; posteriormente revela su verdadero nombre: «Ansem», cuyo objetivo es inundar los mundos en oscuridad. Ansem revela que el corazón de Kairi siempre ha estado dentro de Sora y que la única manera de despertarla es liberándolo de su interior. Sora consigue derrotar a Ansem, pero este huye. Decidido a despertar a Kairi, Sora se clava la Llave Espada de Ansem para liberar el corazón de Kairi, quien despierta ante un Sora que se desvanece y reaparece convertido en sincorazón. Sora se reencuentra con Kairi, quien lo reconoce, provocando que Sora recupere su cuerpo.
Sora, Donald y Goofy se preparan para confrontar a Ansem, quien ha huido a los confines del mundo. Este afirma que el corazón de Riku ha sido consumido por la oscuridad y enfrentándose a los tres héroes. Sora, Donald y Goofy se enfrentan a él en Kingdom Hearts, el lugar donde todos los corazones están reunidos y que, al liberar su poder de la oscuridad, Ansem podrá tomar el control de los mundos. Sin embargo, Ansem estaba confundido y Kingdom Hearts está compuesto por luz, no por oscuridad, haciendo que Ansem se desvanezca. Sora, Donald y Goofy acuden a cerrar la puerta de Kingdom Hearts para evitar que los sincorazón salgan, ayudados por un Riku que se encuentra al otro lado de la puerta. En ese momento, el Rey Mickey hace aparición, sellando ambos con sus Llaves Espada Kingdom Hearts. Riku permanece al otro lado junto al rey mientras le pide a Sora que «cuide de ella».
En la escena final, Kairi aparece ante Sora, prometiendo este que volverá a su lado. Ambos se separan mientras las Islas del Destino comienzan a reconstruirse. En la escena poscréditos, Sora, Donald y Goofy continúan con su periplo para localizar a Riku y al Rey Mickey, topándose con Pluto, quien porta una misiva del rey.

## Invocaciones
Sora puede invocar ciertos personajes cuyos mundos fueron destruidos pero sus corazones aguantaron hasta volverse cristales que el hada madrina de la Cenicienta puede liberar.
| Personaje  | Película    | Habilidad                                                                  |
| ---------- | ----------- | -------------------------------------------------------------------------- |
| Simba      | El rey león | Realiza un potente rugido que causa daño al enemigo.                       |
| Dumbo      | Dumbo       | Dispara un chorro de agua que causa daño. Ataca desde el aire.             |
| Bambi      | Bambi       | Suelta bolas de PM. Cuantos más sincorazón, más bolas.                     |
| Mushu      | Mulan       | Dispara bolas de fuego.                                                    |
| Campanilla | Peter Pan   | Cura constantemente a Sora, y lo revive una vez si queda fuera de combate. |
| Genio      | Aladdín     | Lanza ataques mágicos constantemente.                                      |

## Banda sonora original
Kingdom Hearts contiene canciones creadas propiamente para el videojuego, como Simple and Clean de Utada Hikaru (la que inicia al juego), pero también algunas clásicas de Disney para cada uno de los mundos correspondientes. A continuación la banda sonora de la versión europea.
| Disco 1 |                                                   |          |  |
| N.º     | Título                                            | Duración |  |
| 1.      | «Dearly Beloved»                                  | 1:12     |  |
| 2.      | «Hikari - KINGDOM Orchestra Versión instrumental» | 3:42     |  |
| 3.      | «Hikari - PLANITb Remix»                          | 2:31     |  |
| 4.      | «Dive Into the Heart -Destati-»                   | 4:57     |  |
| 5.      | «Destiny Islands»                                 | 1:49     |  |
| 6.      | «Bustin' Up on the Beach»                         | 2:01     |  |
| 7.      | «Mickey Mouse Club March»                         | 1:02     |  |
| 8.      | «Treasured Memories»                              | 1:45     |  |
| 9.      | «Strange Whispers»                                | 0:55     |  |
| 10.     | «Kairi I»                                         | 1:19     |  |
| 11.     | «It Began With a Letter»                          | 1:32     |  |
| 12.     | «A Walk in Adante»                                | 1:18     |  |
| 13.     | «Night of Fate»                                   | 2:06     |  |
| 14.     | «Destiny's Force»                                 | 2:50     |  |
| 15.     | «Where is This?»                                  | 1:42     |  |
| 16.     | «Traverse Town»                                   | 1:21     |  |
| 17.     | «The Heartless Has Come»                          | 0:55     |  |
| 18.     | «Shrouding Dark Cloud»                            | 2:15     |  |
| 19.     | «Blast Away! -Gummi Ship I-»                      | 1:50     |  |
| 20.     | «Tricksy Clock»                                   | 0:38     |  |
| 21.     | «Welcome to Wonderland»                           | 1:53     |  |
| 22.     | «To Our Surprise»                                 | 2:14     |  |
| 23.     | «Turning the Key»                                 | 0:16     |  |
| 24.     | «Olympus Coliseum»                                | 2:08     |  |
| 25.     | «Road to a Hero»                                  | 1:30     |  |
| 26.     | «Go for It!»                                      | 2:05     |  |
| 27.     | «No Time to Think»                                | 0:33     |  |
| 28.     | «Deep Jungle»                                     | 3:00     |  |
| 29.     | «Having a Wild Time»                              | 2:25     |  |
| 30.     | «Holy Bananas!»                                   | 2:16     |  |
| 31.     | «Squirming Evil»                                  | 1:54     |  |
| 32.     | «Hand in Hand»                                    | 2:26     |  |
| 33.     | «Kairi II»                                        | 1:02     |  |
| 34.     | «Merlin's Magical House»                          | 1:46     |  |
| 35.     | «Winnie the Pooh»                                 | 2:28     |  |
| 36.     | «Bounce-o-rama»                                   | 1:48     |  |
| 37.     | «Just an Itty Bitty Too Much»                     | 0:40     |  |
| 38.     | «Once Upon a Time»                                | 0:21     |  |
| 39.     | «Shipmeister's Humoresque»                        | 2:11     |  |
| 40.     | «Precious Stars in the Sky»                       | 1:08     |  |
| 41.     | «Blast Away! -Gummi Ship II-»                     | 1:49     |  |

| Disco 2 |                                                |          |  |
| N.º     | Título                                         | Duración |  |
| 1.      | «A Day in Agrabah»                             | 2:22     |  |
| 2.      | «Arabian Dream»                                | 2:03     |  |
| 3.      | «Villains of a Sort»                           | 1:33     |  |
| 4.      | «A Very Small Wish»                            | 2:16     |  |
| 5.      | «Monstrous Monstro»                            | 1:56     |  |
| 6.      | «Friends in My Heart»                          | 1:30     |  |
| 7.      | «Under the Sea»                                | 1:54     |  |
| 8.      | «An Adventure in Atlantica»                    | 2:03     |  |
| 9.      | «A Piece of Peace»                             | 1:00     |  |
| 10.     | «An Intense Situation»                         | 0:48     |  |
| 11.     | «The Deep End»                                 | 2:14     |  |
| 12.     | «This is Halloween»                            | 2:22     |  |
| 13.     | «Spooks of Halloween Town»                     | 2:14     |  |
| 14.     | «Dopsy-Daisy»                                  | 0:21     |  |
| 15.     | «Captain Hook's Pirate Ship»                   | 2:06     |  |
| 16.     | «Pirate's Gigue»                               | 1:45     |  |
| 17.     | «Never Land Sky»                               | 1:26     |  |
| 18.     | «Kairi III»                                    | 1:35     |  |
| 19.     | «Blast Away! -Gummi Ship III-»                 | 1:51     |  |
| 20.     | «Hollow Bastion»                               | 2:26     |  |
| 21.     | «Scherzo di notte»                             | 1:49     |  |
| 22.     | «Forze del male»                               | 3:38     |  |
| 23.     | «HIKARI -KINGDOM HEARTS Versión instrumental-» | 1:10     |  |
| 24.     | «Miracle»                                      | 0:16     |  |
| 25.     | «End of the World»                             | 3:14     |  |
| 26.     | «Fragments of Sorrow»                          | 2:18     |  |
| 27.     | «Guardando nel buio»                           | 4:25     |  |
| 28.     | «Beyond the Door»                              | 1:08     |  |
| 29.     | «Always on My Mind»                            | 1:47     |  |
| 30.     | «Simple and Clean»                             | 5:03     |  |
| 31.     | «March Caprice for Piano and Orchestra»        | 5:13     |  |
| 32.     | «Hand in Hand -Reprise-»                       | 0:55     |  |
| 33.     | «Dearly Beloved -Reprise-»                     | 1:20     |  |
| 34.     | «Having a Wild Time -Previous Version-»        | 1:11     |  |
| 35.     | «Destati»                                      | 2:54     |  |